# 池内侑里
池内 侑里（いけうち ゆり、1989年6月22日 - ）は日本の女子バスケットボール選手である。長野県出身。日立ハイテク クーガーズ所属。ポジションはセンターフォワード。180cm。ニックネームは「ユウ」。

## 来歴
上田市内の少年団でバスケを始め、小諸高校を経て拓殖大学に進学。4年次にはユニバーシアード日本代表に選ばれる。
卒業後、日立ハイテクに入社。
2013年ユニバーシアードでも日本代表に選出。

## 経歴
- 小諸高 - 拓殖大 - 日立ハイテク（2012年〜）

## 日本代表歴
- 2011年ユニバーシアード